# Jászszentlászló
Jászszentlászló é um município da Hungria, situado no condado de Bács-Kiskun. Tem 60,34 km² de área e sua população em 2015 foi estimada em 2.467 habitantes.